# 山下怜美
山下 怜美（やました れみ、1986年5月13日 - ）は、鳥取県米子市出身の歌手。レーベルはゴトーチサウンドスウェルレーベル所属。音楽出版はアミューズ。なうい洋一門下生。事務所は今井商店 by イマージュタイム。本格派ライブ歌手として活動。

## 略歴
- 2002年11月：アマチュアバンド「UZI金」活動開始。ボーカル担当。
- 2003年12月7日：地域密着型音楽プロジェクト「ゴトーチバンド」主催イベントに参加。
- 2005年1月15日：「UZI金」の解散ライブ。
- 2005年3月16日：全国発売CDコンピレーションアルバム「ゴトーチバンドアーカイブ area2 ツツウラウラ」に鳥取選抜としてアルバムに参加。参加名はソロ名義「山下怜美（鳥取）」。全国プロモーション開始。
- 2005年9月：「山下怜美のド・レ・ミーレ」放送開始。FMいずも
- 2006年3月15日：1st アルバム「ティンクル〜ゴトーチバンドEX」リリース。
- 2008年10月26日：東京にて初の単独ライブ開催。
- 2009年9月：連続7ヶ月シングルリリース開始。
- 2010年4月14日：2nd アルバム「スタイル〜ゴトーチバンドEX」リリース。
- 2010年8月：学校のコワイうわさ 花子さんがきた!!にて、やみこさん役にて声優。

## ディスコグラフィー

### シングル
- マイフレンド（2006年3月15日）
- ハッピーボックス☆（New Mix）（2007年12月5日）
- LIVING（2008年）
- ブーケトス（2009年9月30日）
- あの人を忘れさせて下さい（2009年10月28日）
- ジダンダ〜情熱と偽りの罰（2009年11月25日）
- Squall（2009年12月23日）
- i say Hello!（2010年1月27日）
- 笑って笑って（2010年2月24日）
- 本当の時間（2010年3月31日）
- 素顔のママで（2011年12月14日）

### アルバム
- ティンクル〜ゴトーチバンドEX（2006年3月15日）
- スタイル〜ゴトーチバンドEX（2010年4月14日）

### 参加作品
- ゴトーチバンドアーカイブ area2 ツツウラウラ「Why?」（2005年3月16日）※名義は山下怜美（鳥取）
- ゴトーチバンドアーカイブ area4 you「ハッピーボックス☆」（2010年4月14日）
- 学校のコワイうわさ 花子さんがきた!!「アップリケのうた」「コタローと僕」「やみ子さんもくる!?」（2011年12月14日）

## 媒体

### ラジオ
- ホリデイスポーツクラブ米子・フィット！ヒット！ミュージック！
DARAZ FM／水曜日18：30 - （30分）／2011年 - 2012年
- 山下怜美の「レレレの実」
DARAZ FM／水曜日18：00（15分）／2010年 - 2011年
- 山下怜美の「ド・レ・ミーレ」
FMいずも／水曜日18：30（15分）／2005年 - 2011年

### テレビ
- 学校のコワイうわさ 花子さんがきた!!（新シリーズ）
やみこさん役
TwellV 「キッズステーション・タイム」（2010年8月）
キッズステーション（2011年3月）

### 雑誌
- 山下怜美の「カキカキレミ子」
コラム連載、『月刊Wink』（キャン出版）／2005年9月 - 2006年11月